# Khẩu phần ở Cuba

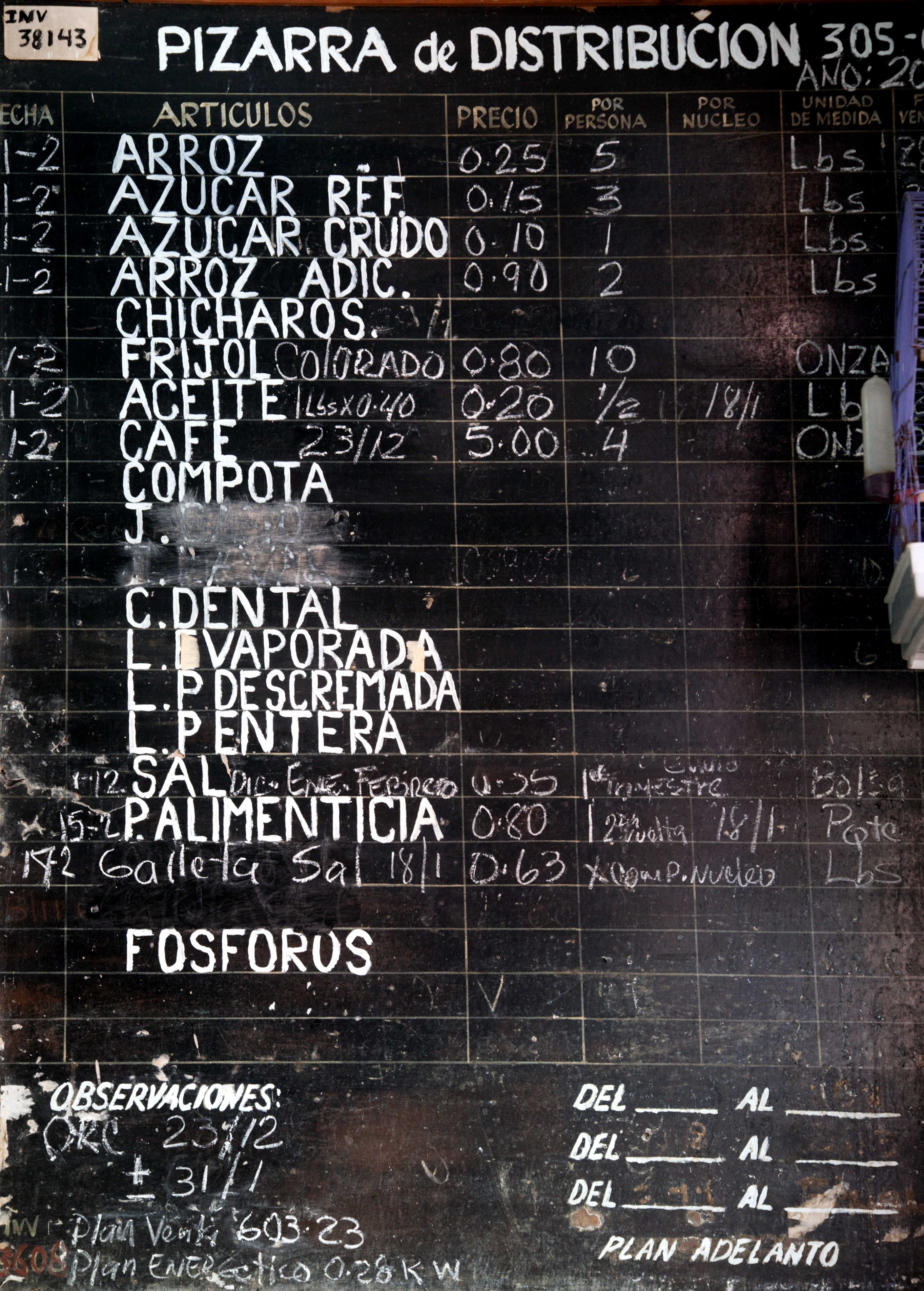
Danh sách các món hàng mà người dân Cuba có thể mua trong bối cảnh hàng hóa khan hiếm

Khẩu phần ở Cuba (Rationing in Cuba) được Chính quyền Cuba tổ chức và thực hiện từ năm 1962 thông qua chế độ tem phiếu Libreta de Abastecimiento ("Sổ tay vật tư") được giao cho mỗi cá nhân cất giữ để liên hệ nhận lương thực thực phẩm hàng ngày. Hệ thống phân phối này thiết lập nên tổng lượng khẩu phần trợ cấp của Chính quyền mà mỗi người được phép nhận thông qua hệ thống phân phát và tiêu chuẩn, hạn mức các lần có thể nhận được nguồn cung cấp. Chương trình định mức khẩu phần ăn đã từng được chính quyền Cuba áp dụng, sau cuộc cách mạng năm 1959. Mặc dù khẩu phần lương thực, thực phẩm tuy không phát miễn phí nhưng chi phí giá khẩu phần được chính phủ trợ cấp này đã cung ứng cho người dân vật tư có giá rẻ chỉ bằng một phần nhỏ so với giá thực tế của hàng hóa trên thị trường (trung bình, dưới 2 USD cho khẩu phần một tháng, xấp xỉ 12% thời giá thị trường). Việc mua bán hàng hóa cũng có thể được thực hiện bên ngoài hệ thống phân phối. Bất chấp những tin đồn về sự kết thúc, hệ thống này vẫn tồn tại. Tính đến năm 2012, một cuốn phiếu giảm giá được mang đến cửa hàng khẩu phần đã cung cấp cho gia đình những mức tối thiểu về tổng lượng gạo, đường, diêm và dầu cao hơn mức lương trung bình là 30 USD/tháng..

## Lịch sử

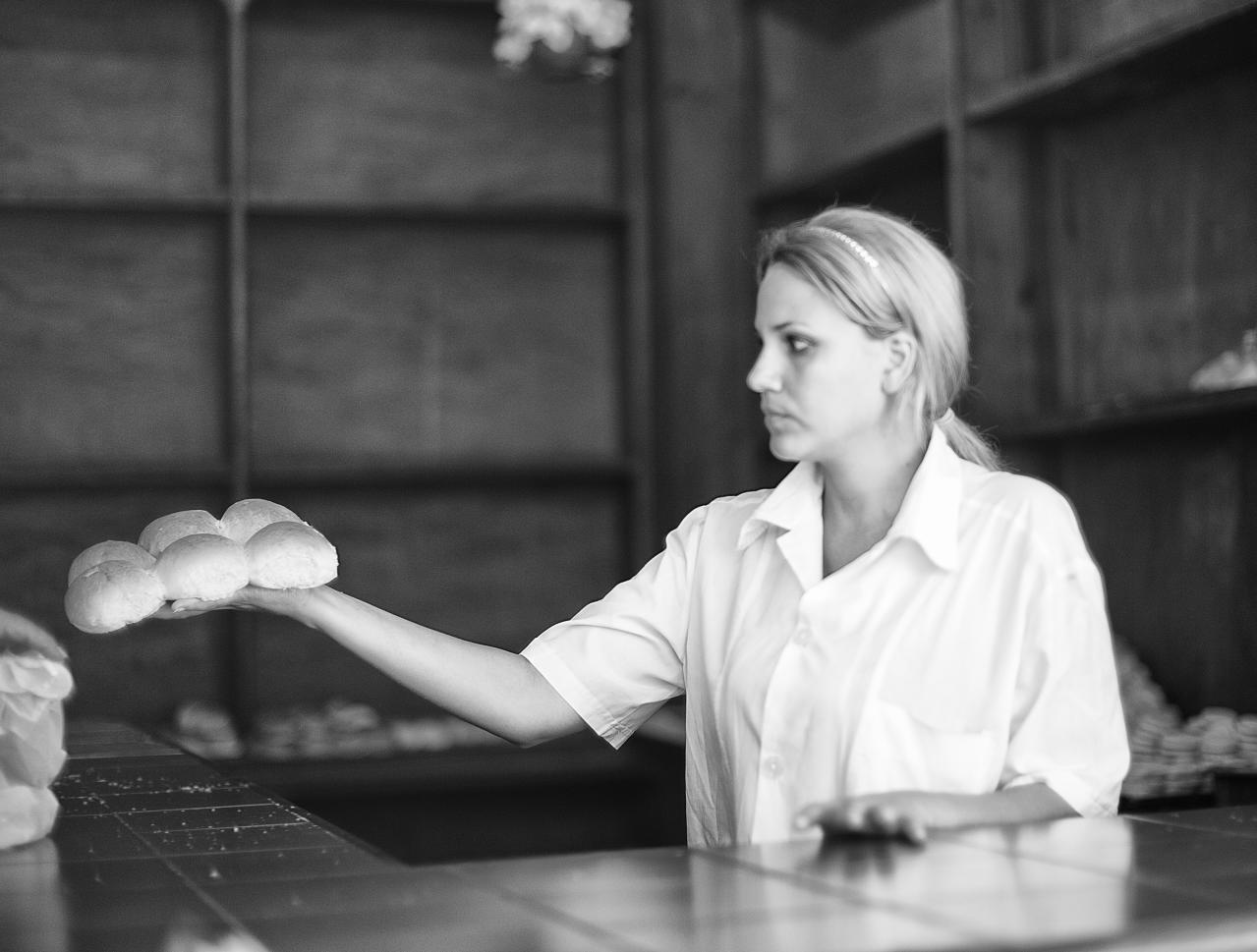
Một nữ nhân viên phân phát bánh mì ở Cuba

Chính phủ Cuba áp đặt hầu hết các loại giá cả và khẩu phần lương thực cho các công dân. Bắt đầu từ cuối thập niên 1980, các khoản viện trợ của Xô viết cho nền kinh tế quản lý nhà nước của Cuba bắt đầu cạn kiệt. Trước khi Liên bang Xô viết sụp đổ, Cuba phụ thuộc vào Moskva về thị trường xuất khẩu và những khoản viện trợ. Sự biến mất của các khoản trợ cấp đó đã khiến nền kinh tế Cuba rơi vào một giai đoạn suy thoái ngắn, được gọi là Giai đoạn đặc biệt tại Cuba. Năm 1992, Hoa Kỳ thắt chặt lệnh cấm vận thương mại. Một số người tin rằng điều này có thể đã tới sự sụt giảm tiêu chuẩn sống tại Cuba và chạm tới điểm khủng hoảng chỉ trong vòng một năm. Tuy nhiên đến năm 1994, kinh tế Cuba đã phục hồi, không lún sâu vào suy thoái như người ta dự đoán.
Năm 1962, chính phủ đưa ra chính sách phân phối lương thực, càng trở nên gắt gao sau sự sụp đổ của Liên Xô. Trong giai đoạn 1990-1998, nền kinh tế Cuba gặp nhiều khó khăn do mất các đối tác kinh tế là các nước xã hội chủ nghĩa và bắt đầu phục hồi vào năm 1999. Kinh tế Cuba đã sụp đổ sau khi Liên Xô tan rã năm 1991, khiến quốc gia này rơi vào tình trạng đói nghèo một giai đoạn dài. Chuyện thiếu thức ăn và phải ra định mức lương thực mới nhất xem ra kết thúc một giai đoạn tương đối thịnh vượng của Cuba Tới cuối năm 2001, nghiên cứu cho thấy mức sống trung bình tại Cuba thấp hơn giai đoạn Xô Viết. Những vấn đề chủ chốt là nhà nước không thể trả lương đáp ứng nhu cầu của người lao động và hệ thống phân phối luôn bị ám ảnh thường xuyên với tình trạng thiếu hụt hàng hóa. Khi số lượng hàng hóa phân phối giảm, người Cuba dần phải quay sang chợ đen để có được những sản phẩm căn bản như quần áo, thực phẩm, đồ dùng gia đình, đồ gia dụng, vật dụng chăm sóc sức khoẻ. Khu vực không chính thức này được nhiều người dân Cuba gọi là Sociolismo.
Qua quá trình thực hiện, Cuba tiếp tục chương trình cắt giảm chế độ bao cấp, đây là quá trình thực hiện chủ trương cắt giảm từng bước chế độ bao cấp hiện nay của Nhà nước. Chính phủ Cuba thông báo rằng xà phòng và thuốc đánh răng sẽ không còn nằm trong danh mục những mặt hàng được nhà nước bán với giá bao cấp theo chế độ tem phiếu. Trước đó, Chính phủ Cuba đã cắt giảm hoàn toàn khoai tây, thuốc lá và một phần muối, gạo, đậu đỗ các loại trong khẩu phần lương thực phân phối theo tem phiếu cho người dân. Cuba cũng đã đóng cửa nhiều nhà ăn tập thể tại các cơ quan và xí nghiệp, trong nỗ lực cắt giảm bao cấp nhà nước. Kể từ khi lên nắm quyền điều hành đất nước, Chủ tịch Cuba Raul Castro cho rằng cần phải xóa bỏ chế độ bao cấp thái quá tại đất nước này, đồng thời kêu gọi người dân tăng cường sản xuất nông nghiệp Cuba, tiến tới giảm một nửa kim ngạch nhập khẩu nông sản. Chính phủ Cuba phải chi tới 2,5 tỷ USD hàng năm để đảm bảo cung cấp cho 11,2 triệu dân những mặt hàng có trong chế độ tem phiếu khi Cuba phải nhập khẩu tới 80% lương thực, thực phẩm
Kể từ cuộc cách mạng năm 1959 của Chủ tịch Fidel Castro, Cuba đã cung cấp cho người dân khẩu phần hàng tháng gồm các nhu yếu phẩm như gạo, đậu, đường, dầu ăn và cà phê, mặc dù những đợt cung cấp này đã bị thu hẹp lại trong những năm qua do khủng hoảng kinh tế dẫn đến tình trạng thiếu hụt và giá tăng cao. Thực trạng thiếu hụt thực phẩm kết hợp với tình trạng mất điện kéo dài 10-20 giờ/ngày trên khắp đất nước đã khiến người biểu tình xuống đường trong và xung quanh thành phố Santiago de Cuba, Bayamo và Matanzas (biểu tình Cuba 2021, biểu tình Cuba 2024). Chủ tịch Cuba Miguel Diaz Canel cho biết Chính phủ đã đảm bảo nguồn cung khẩu phần thực phẩm được trợ cấp quan trọng cho người dân để xoa dịu căng thẳng sau khi những người biểu tình xuống đường phản đối tình trạng thiếu lương thực trên diện rộng ở Cuba. Chính phủ Cuba sẽ tiếp tục cam kết đảm bảo cung cấp cho người dân lượng thực phẩm ở mức độ thiết yếu. Các mặt hàng thực phẩm cơ bản như gạo cũng sẽ được đảm bảo cho đến tháng 6 năm 2024, Cuba cũng đang nỗ lực đảm bảo cung cấp cả bột mì để sản xuất bánh mì và sữa cho trẻ em vào tháng 6 năm 2024.

## Tiêu chuẩn

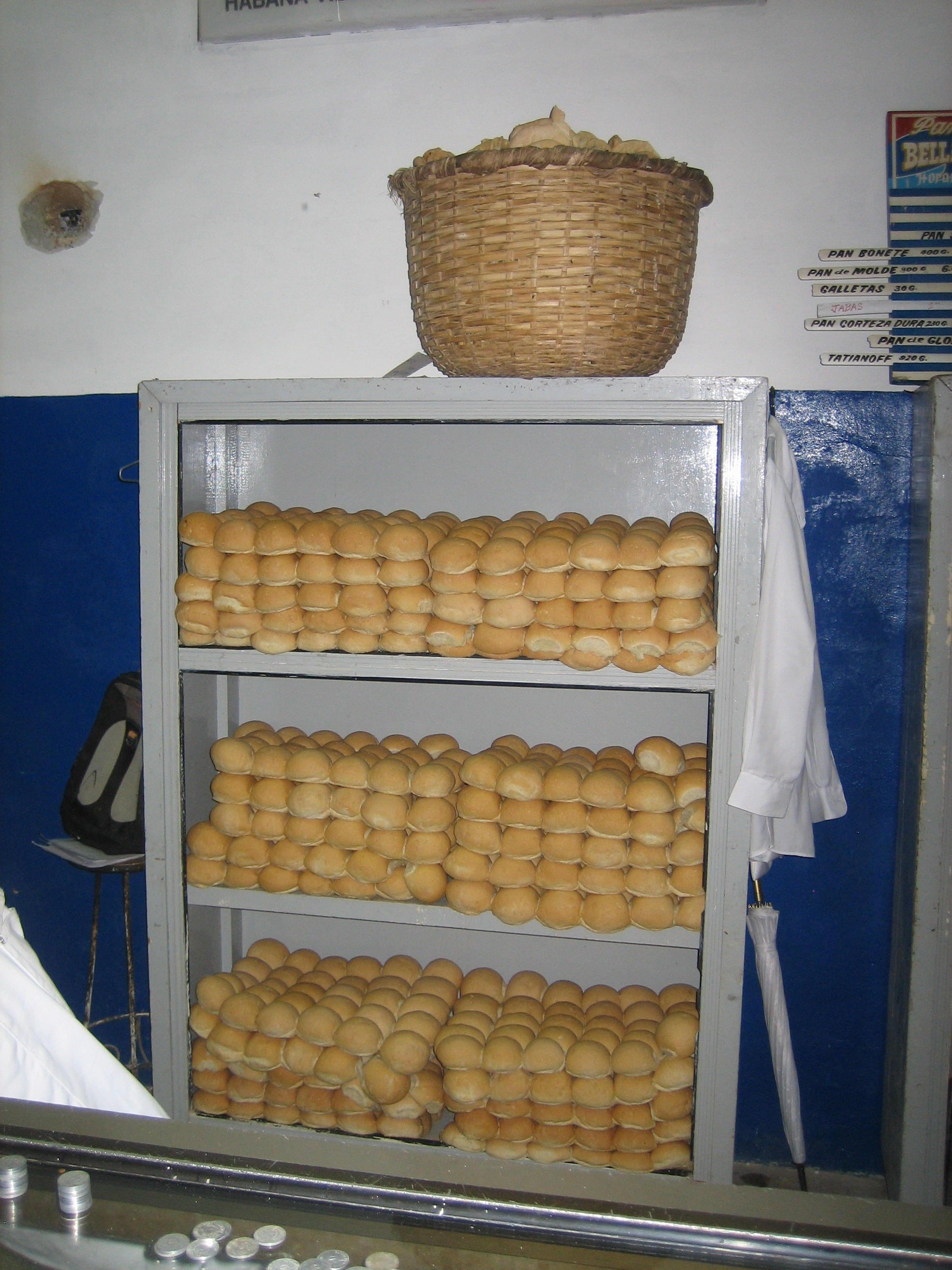
Kệ hàng bánh mì ở La Havana

Người dân Cuba từ 13 tuổi trở lên sẽ được nhận mỗi tháng 5 quả trứng/người, 30 mẩu bánh mì (bằng bàn tay), khoảng 3,5 kg gạo, 2 kg đường, 250 gr dầu ăn, 250 gr đậu, 250 gr muối, 1 gói cà phê 125 gr, 1 hộp diêm quẹt, 700 gr thịt gà, thịt nguội (jambon), thịt bằm. Ngoài ra, cứ 3 tháng, mỗi người còn được nhận khoảng 3 xị cồn và 3 lít dầu lửa (dân quê nhận được nhiều dầu và cồn hơn thành thị). Cuối năm, người dân sẽ nhận được thêm 1 gói miến và 1 gói Spaghetti. Trẻ em nhận được khẩu phần như người lớn (trừ cà phê và jambon). Trẻ em còn được cấp 30 lít sữa/tháng, đặc biệt, trẻ từ 1-7 tuổi được nhận thêm 6 bịch sữa bột (tương đương 30 lít sữa/tháng), 7 hộp nước trái cây nguyên chất (mỗi hộp 200 ml), 1/2 kg thịt bò. Trẻ em từ 7-13 tuổi được thêm 10 lít sữa chua/tháng. Phụ nữ có thai mỗi tháng sẽ có thêm 700 gr thịt bò, 1/2 kg thịt gà, sữa bột (pha được 15 lít sữa nước) và 1 kg rau củ. Mỗi người dân trong một tháng sẽ có suất thực phẩm được mua với giá ưu đãi rẻ như cho không, chẳng hạn đường 40 cent/kg (khoảng 400 đồng/kg), gạo 50 cent/kg (600 đồng/kg), thịt giá 3 peso/kg (3.000 đồng/kg). Ở Cuba, bao xốp khá đắt, khoảng 1 peso/cái, với số tiền này người dân có thể mua được 300 gr thịt.
Người dân địa phương được phân phối thực phẩm, tiền lương hàng tháng của một người Cuba trung bình là 17-30 USD, lương hưu hàng tháng là 9,5 USD. Mỗi tháng, người dân được phân phối thực phẩm gồm trứng, đường, dầu thực vật, gạo, thịt, gà, cá và xúc xích. Thực phẩm giá ưu đãi không nhiều, có người ăn tiện tặn lắm thì được nửa tháng là hết, còn lại phải mua ở ngoài ăn mới đủ. Giá ở ngoài cao hơn, gạo 9 peso/kg, đường đen 13 peso/kg, đậu 21 peso/kg, bánh mì 5 peso/ổ to 2 người ăn, thịt đùi, sườn heo khoảng 35 peso/kg. Thịt bò vẫn bán bình thường ở các siêu thị nhưng giá từ 8-20 CUC/kg (1 CUC = 24 peso). Trong khi thịt heo ngon giá chỉ 60 peso/kg nên thịt bò thường chỉ có du khách hoặc người nào có điều kiện mới có thể ăn được. Ăn 1 kg thịt bò mất gần cả tháng lương, nên người Cuba ít đụng tới, vì hai lạng thịt này cũng gần 3 CUC Ở Cuba, giết mổ bò bị cấm, nông dân cũng không được làm thịt con bò của mình, giết mổ bò bất hợp pháp có thể bị phạt tù 20-30 năm. Bò cung cấp sữa và sức kéo. Trẻ em đến 7 tuổi ở Cuba được 30 lít sữa/tháng nên nhu cầu sữa rất cao vì thế, việc cấm giết mổ bò. Bò bị giết mổ thường là bò cho chất lượng sữa không đạt yêu cầu hoặc không thể cung cấp sức kéo.

## Việc cấp phát

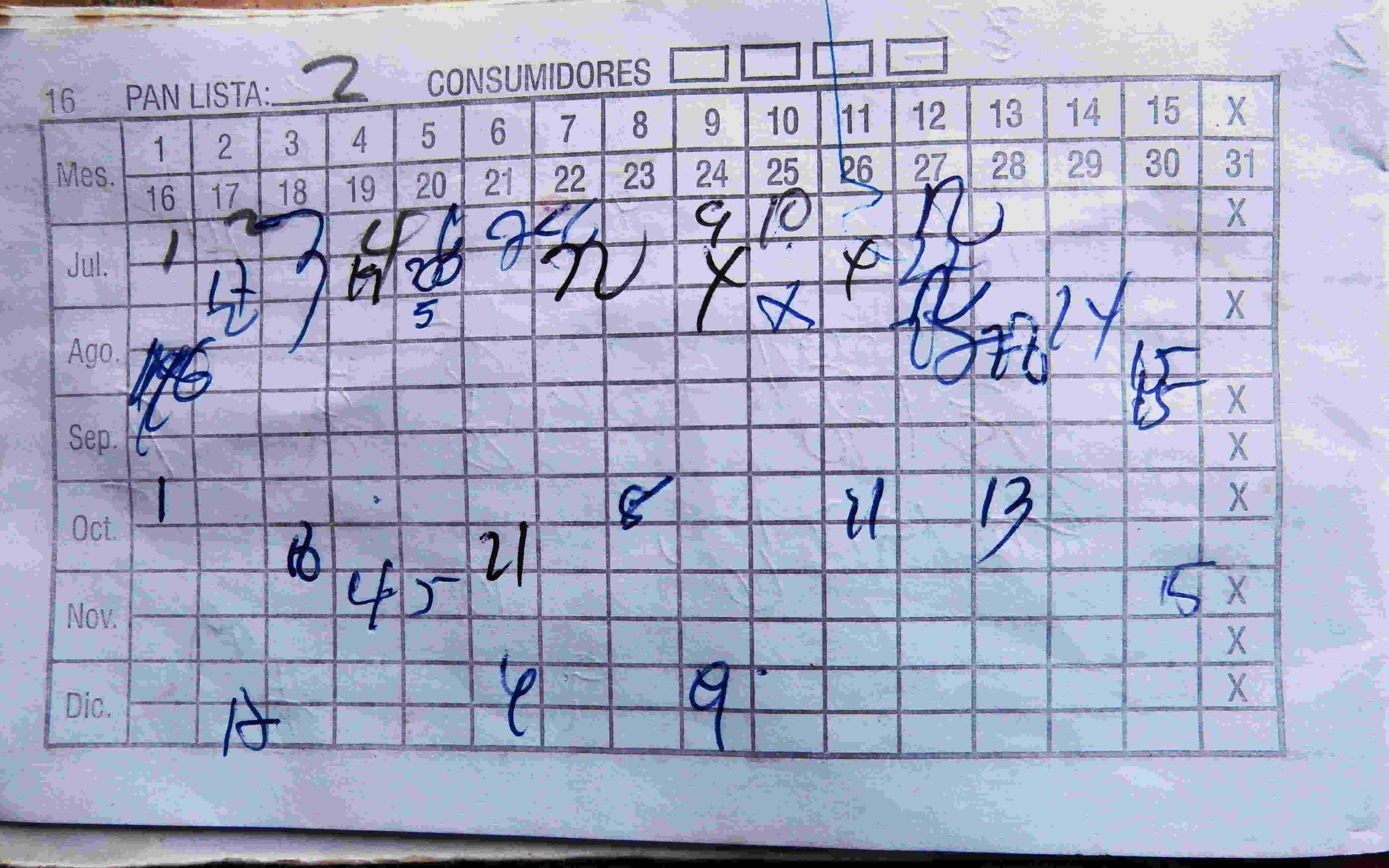
Một cuốn sổ tem phiếu tại Cuba

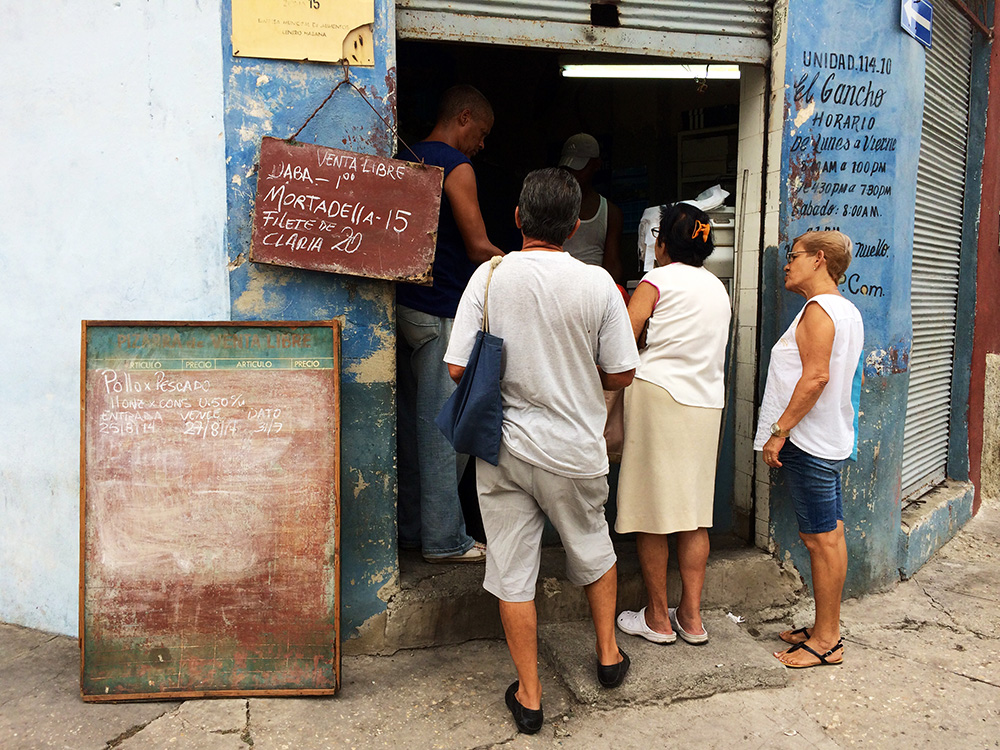
Một điểm phân phát khẩu phần thực phẩm cho người dân ở Havana

Thời bao cấp ở Việt Nam có "Sổ lương thực" (còn gọi là "sổ gạo") còn ở Cuba có một cuốn sổ tương tự gọi là "Sổ quản lý việc bán thực phẩm". Đó là cuốn sổ nhỏ bằng bàn tay, bìa giấy ngả vàng, hơi sần sùi được bao bìa và ép plastic kỹ lưỡng, cuốn sổ được người dân cất kỹ trong tủ vì mất cuốn này làm lại lâu và vất vả, cả tháng mới xong, trong thời gian đợi làm sổ là mất phần thực phẩm trong tháng đó. Các trang trong được chia cột gồm loại thực phẩm (gạo, đường, muối, bánh mì) và ngày tháng nhận. Cửa hàng phân phối thịt của xóm là một địa điểm nhỏ, phía trước treo tấm bảng ghi rõ thực phẩm đợt này có những gì. Trong một khu dân cư thường có 2 cửa hàng, một chuyên bán những loại không cần trữ lạnh như gạo, đậu, trứng, bánh mì, cửa hàng khác chuyên thịt, cá. Thực phẩm phân phối cho cửa hàng 1 lần/tháng nên ngày này rất đông, từ bà già lụm cụm chống gậy cho đến anh thanh niên quần đùi, áo ba lỗ, họ chỉ muốn lấy được thịt sớm, nếu đến chậm thì phần của mình vẫn còn đó, tháng nào không lấy, tháng sau vẫn được lấy bù, họ đứng xếp hàng nói cười rôm rả, người già, tàn tật, phụ nữ mang thai được ưu tiên không cần xếp hàng.
Nhiều cửa hàng tại Cuba ngày càng vắng khách vì sự khan hiếm của các loại thực phẩm cơ bản như trứng gà, bột mì và thịt gà. Do vậy, khi đi du lịch Cuba không khó để bắt gặp những người xếp hàng dài, đứng chờ đợi cả giờ đồng hồ để có thể mua mỗi khi có hàng về. Cuba sản xuất được 900.000 quả trứng, trong khi hằng ngày cần có 5 đến 7 triệu quả để đáp ứng nhu cầu của 11 triệu dân. Sự thiếu hụt này giảm xuống còn 700.000 quả hồi trung tuần tháng. Ngoài ra, thịt lợn phổ biến nhất ở Cuba cũng chỉ đạt vài trăm tấn mỗi ngày, thấp hơn mức đặt ra. Cuba nhập khẩu 60-70% nhu cầu thực phẩm trong nước. Một số ít các cải cách nông nghiệp trong những năm gần đây đã thất bại trong việc tăng sản lượng cũng như phải chịu lệnh cấm vận thương mại của Mỹ hàng thập kỷ qua từ việc Hoa Kỳ cấm vận Cuba.
Sự sụt giảm viện trợ từ nước đồng minh chủ chốt Venezuela và kim ngạch xuất khẩu sụt giảm đã khiến Cuba lâm vào khó khăn. Cuba phải vật lộn để có tiền mặt nhằm nhập khẩu hàng hóa thiết yếu. Nhiều lệnh trừng phạt của Mỹ kể từ khi ông Donald Trump trở thành Tổng thống đã khiến khủng hoảng thanh khoản của Cuba càng trở nên tồi tệ hơn. Chương trình khẩu phần thực phẩm của Cuba có chi phí hàng tháng là 230 triệu USD nên Cuba gặp khó khăn trong việc huy động số tiền cần thiết để thực hiện các chương trình xã hội của mình, hậu quả của các lệnh trừng phạt khắc nghiệt của Mỹ, nền kinh tế do nhà nước quản lý kém hiệu quả và ngành du lịch đang phải vật lộn để phục hồi sau đại dịch COVID-19. Nguyên nhân dẫn đến tình trạng này là do lệnh cấm vận thương mại cứng rắn của chính quyền các đời Tổng thống Mỹ. Các nhà kinh tế thì cho rằng một nguyên nhân khác cũng không kém phần quan trọng khiến Cuba rơi vào tình trạng khủng hoảng kinh tế là sự sụt giảm nguồn viện trợ từ Venezuela. Các công ty dầu mỏ nhà nước ở Venezuela đang cắt giảm gần 2/3 các lô hàng nhiên liệu trợ cấp cho Cuba để sử dụng sản xuất điện và kiếm ngoại tệ từ thị trường mở.
Chính phủ Cuba tuyên bố thiết lập định mức người dân được mua thịt gà, trứng, gạo, đậu, xà phòng cùng các loại nhu yếu phẩm khác nhằm đối phó với tình hình khủng hoảng kinh tế nghiêm trọng đang diễn ra, các hình thức phân phối khác nhau sẽ được đưa ra nhằm giải quyết tình trạng thiếu nhu yếu phẩm Một vấn đề khác khiến người dân Cuba lo lắng là nhiều hàng hoá sẽ biến mất tại các cửa hàng, siêu thị do một số kẻ đầu cơ ôm hàng rồi bán lại trên thị trường chợ đen với giá cắt cổ. Do vậy, các siêu thị ở Cuba sẽ giới hạn số tiền mà mỗi người có thể mua một số sản phẩm nhất định như thịt gà và xà phòng. Các sản phẩm khác như trứng, gạo, đậu và xúc xích sẽ chỉ được mua bằng thẻ khẩu phần và bị giới hạn số lượng mua nhất định mỗi tháng. Một số người Cuba, đặc biệt là những người có mức lương và lương hưu thấp, không đủ khả năng mua hàng hóa trên thị trường chợ đen. Nhiều người khác lại nhấn mạnh đây là sự quản lý sai lầm của nền kinh tế. Những biện pháp này chỉ là biện pháp khắc phục tạm thời chứ không giải quyết được vấn đề của người Cuba về lâu dài. Đất nước này sản xuất quá ít hàng hóa và vì vậy không có đủ tiền tệ tiêu dùng.
Tình trạng tham nhũng nhỏ trong các ngành công nghiệp nhà nước, như ăn cắp tài sản nhà nước để bán ra chợ đen, cũng thường xảy ra. Cuba phá đường dây trộm thịt gà từ cơ sở nhà nước bán ra thị trường tự do. Cuba đã kết tội 30 người vì ăn trộm 133 tấn thịt gà và bán chúng trên đường phố giữa bối cảnh quốc Cuba đang thiếu hụt thực phẩm. Các đối tượng đã trộm 8.500 thùng thịt gà loại 15 kg của doanh nghiệp nhà nước COPMAR và sử dụng số tiền thu được, ước tính 1,35 triệu USD, để mua tủ lạnh, máy tính xách tay, tivi và máy điều hòa không khí. Các tên trộm đã lấy thịt đựng trong 1.660 hộp từ cơ sở thực phẩm COPMAR trực thuộc nhà nước ở thủ đô La Havana. Đây là vụ trộm cắp quy mô lớn hiếm hoi tại Cuba, gây rúng động dư luận, trong bối cảnh Cuba đang thiếu trầm trọng lương thực, thuốc men và nhiên liệu. Số thịt gà bị đánh cắp nằm trong khẩu phần tem phiếu để phân phối cho người dân theo quy định, số lượng thịt gà bị đánh cắp tương đương với khẩu phần ăn trong một tháng của một tỉnh cỡ trung bình của Cuba, theo tỷ lệ phân phối thực phẩm hiện tại. nó tương đương với khẩu phần ăn gà trong một tháng đối với một tỉnh cỡ trung bình của Cuba.

## Cải cách

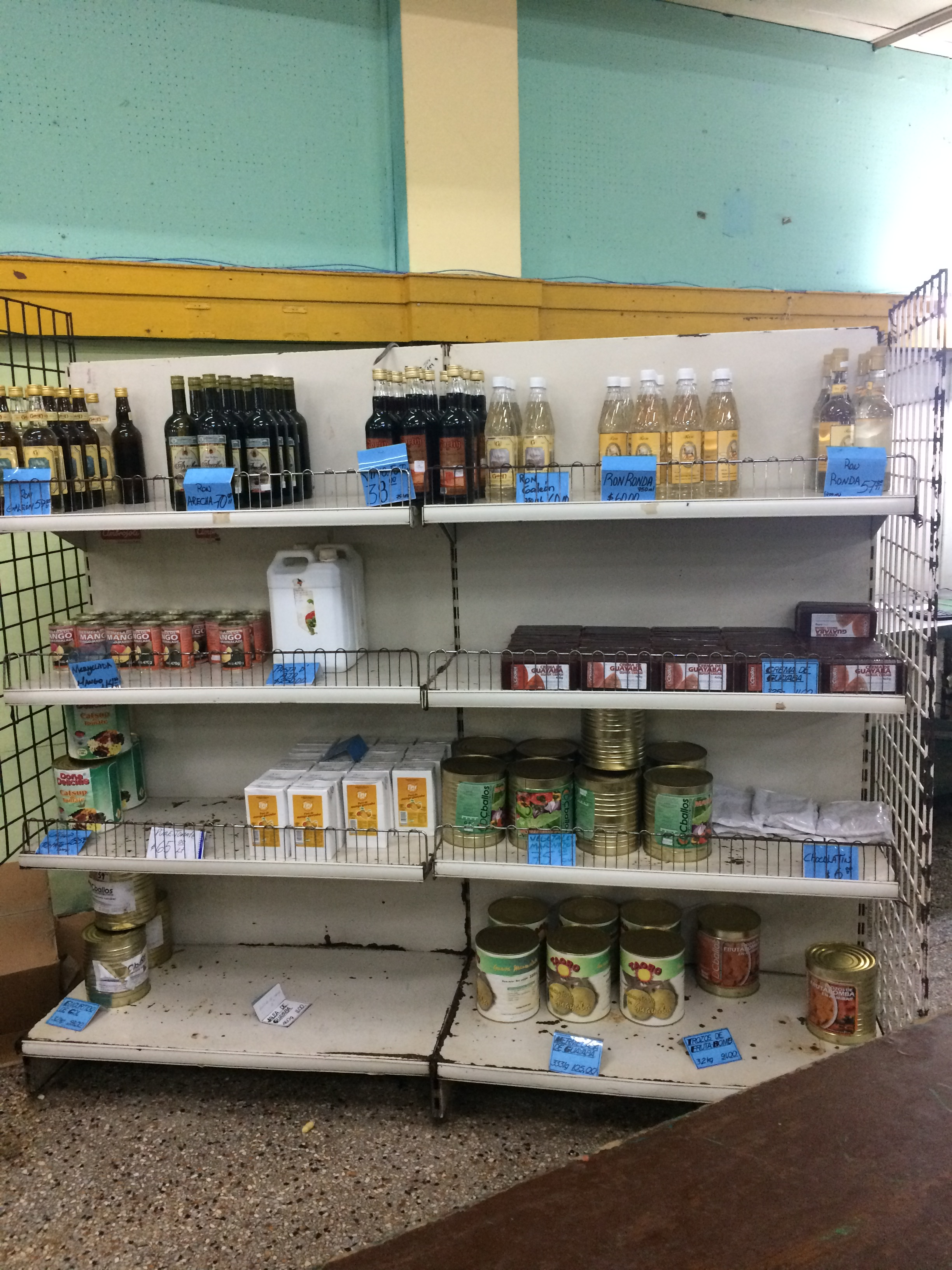
Kệ hàng bán các sản phẩm tiêu dùng ở Cuba

Năm 2022, Chính phủ Cuba ông bố một chương trình quốc gia về an ninh lương thực, bao gồm tăng sản lượng để giảm sự phụ thuộc vào nguồn lương thực nhập khẩu. Cuba đang thực hiện các bước hướng tới phát triển ngành nông nghiệp trong bối cảnh Mỹ siết chặt các lệnh phong tỏa Cuba, đại dịch COVID-19 và tác động của tình trạng biến đổi khí hậu, các biện pháp này là những đóng góp chiến lược đảm bảo an ninh quốc gia. Số liệu thống kê chính thức cho thấy Cuba với hơn 11,2 triệu dân này hiện đang nhập khẩu tới hơn 60% lượng lương thực, thực phẩm tiêu thụ trong nước. Các cuộc khủng hoảng kinh tế đã gây ra tình trạng khan hiếm thực phẩm, nhiên liệu và thuốc men, dẫn đến lượng thịt gà trong nước giảm mạnh dẫn đến lượng thịt gà được phân phối theo tem phiếu tới từng hộ gia đình Cuba giảm mạnh. Trong khi đó, nhiều sản phẩm được trợ giá đến tay người dân muộn hơn nhiều ngày, nhiều tuần hoặc thậm chí nhiều tháng so với dự kiến khiến những người thu nhập thấp gặp nhiều khó khăn trong cuộc sống, phải chật vật để trang trải cuộc sống.
Theo con đường cải cách của Việt Nam, Cuba bắt đầu bỏ chính sách trợ giá năng lượng. Trong nỗ lực bỏ bù giá cho năng lượng, Chính phủ Cuba đặt ra kế hoạch dần tăng giá xăng, dầu, khí hóa lỏng (LPG) và điện gần với giá thị trường. Tuy nhiên, điều đó không dễ thực hiện ở một đất nước có quá nhiều thứ được bù giá. Cách xử lý của Chính phủ Cuba thấy lại những khó khăn chồng chất của chính Việt Nam vào những năm 1980 của thế kỷ trước. Sau lần tăng giá nhiên liệu bất thành, Cuba vẫn kiên quyết phải thay đổi giá năng lượng (bao gồm xăng, dầu, LPG và điện). Người nước ngoài mua xăng, dầu ở Cuba sẽ phải trả bằng ngoại tệ thông qua thẻ tín dụng quốc tế (bao gồm cả thẻ MIR của Nga). Họ không còn được mua bằng đồng Peso. Chính phủ Cuba hy vọng số ngoại tệ này sẽ góp phần giảm bớt thiếu hụt ngoại tệ để nhập khẩu xăng, dầu. Người dân Cuba vẫn chưa được tự do mua khí LPG và phải theo chế độ phân phối. Chính phủ Cuba kêu gọi người dân tiết kiệm năng lượng và theo dõi các kênh thông tin chính thức của Nhà nước để tránh những nguồn tin thất thiệt gây xáo trộn thị trường.